# Ozola violacea
Ozola violacea är en fjärilsart som beskrevs av W. Warren 1912. Ozola violacea ingår i släktet Ozola och familjen mätare. Inga underarter finns listade i Catalogue of Life.